# Aleksandr Dmitrijev
Aleksandr Dmitrijev (Tallin, Estonia, 18 de febrero de 1982) es un futbolista estonio que juega como pivote.

## Selección nacional
Debutó con la selección de Estonia el 18 de febrero de 2004 en un partido amistoso contra Moldavia, Aleksandr participó en el duelo durante 77 minutos en la victoria 1-0.
Aleksandr Dmitrijev ha disputado 109 partidos con la selección de Estonia

## Clubes
| Club                     | País        | Año       |
| ------------------------ | ----------- | --------- |
| Tallinna Jalgpalli Klubi | Estonia     | 1998-2000 |
| FC TVMK Tallinn          | Estonia     | 2000-2001 |
| HÜJK Emmaste             | Estonia     | 2001      |
| FC Levadia II Tallinn    | Estonia     | 2001-2005 |
| FC M.C. Tallinn          | Estonia     | 2003      |
| FCI Levadia Tallinn      | Estonia     | 2003-2008 |
| Hønefoss BK              | Noruega     | 2008-2010 |
| Ural Ekaterimburgo       | Rusia       | 2011      |
| FC Neman Grodno          | Bielorrusia | 2012      |
| FC Gomel                 | Bielorrusia | 2012      |
| FCI Levadia Tallinn      | Estonia     | 2013-2014 |
| FC Levadia II Tallinn    | Estonia     | 2014      |
| FC Infonet Tallinn       | Estonia     | 2015-2017 |
| Hønefoss BK              | Noruega     | 2017      |
| F. C. Flora Tallin       | Estonia     | 2018      |
| Lilleküla JK Retro       | Estonia     | 2019      |
| TJK Legion               | Estonia     | 2020-2021 |
| Tallinna FC Pocarr       | Estonia     | 2022-Act. |

## Palmarés

### Títulos nacionales
| Título               | Equipo                | País    | Año  |
| -------------------- | --------------------- | ------- | ---- |
| Copa de Estonia      | FC Levadia II Tallinn | Estonia | 2002 |
| Meistriliiga         | FCI Levadia Tallinn   | Estonia | 2004 |
| Copa de Estonia      | FCI Levadia Tallinn   | Estonia | 2004 |
| Copa de Estonia      | FCI Levadia Tallinn   | Estonia | 2005 |
| Meistriliiga         | FCI Levadia Tallinn   | Estonia | 2006 |
| Meistriliiga         | FCI Levadia Tallinn   | Estonia | 2007 |
| Copa de Estonia      | FCI Levadia Tallinn   | Estonia | 2007 |
| Meistriliiga         | FCI Levadia Tallinn   | Estonia | 2013 |
| Meistriliiga         | FCI Levadia Tallinn   | Estonia | 2014 |
| Copa de Estonia      | FCI Levadia Tallinn   | Estonia | 2014 |
| Meistriliiga         | FC Infonet Tallinn    | Estonia | 2016 |
| Copa de Estonia      | FC Infonet Tallinn    | Estonia | 2017 |
| Supercopa de Estonia | FC Infonet Tallinn    | Estonia | 2017 |